# Jon Van Caneghem
Jon Van Caneghem je tvůrce a producent počítačových her. Nejvíce znám je díky vytvoření hry Might and Magic a strategie Heroes of Might and Magic.
V roce 1983 založil Van Caneghem společnost New World Computing. V roce 1996 byla společnost přebrána společností The 3DO Company. Když v roce 2003 3DO zbankrotovala, zmizel i New World Computing. V roce 2004 vstoupil Van Caneghem do NCSoft. Krátce nato byl uveden do světové síně slávy počítačových her. V roce 2005 NCSoft opustil.
25. září 2006 bylo oznámeno, že Van Caneghem společně s Larsem Buttlerem, bývalým viceprezidentem společnosti Global Online at Electronic Arts, založili novou společnost s názvem Trion World Network se sídlem v Redwood City v Kaliforni. Společnost má skloubit všechny základní schopnosti širokého pásma, poskytovat originální zábavu a definovat budoucnost médií v globálním širokém pásmu.